# Projectie (psychologie)
Projectie is onder andere een term uit de psychologie. Van projectie kan sprake zijn wanneer men eigenschappen of emoties van zichzelf tracht te ontkennen, verbergen of verdringen door deze toe te schrijven aan iets of iemand anders.
De klassieke opvatting en uitleg van projectie is dat het een afweermechanisme is tegen negatieve emoties. Projectie neemt nervositeit weg over zaken die men in zichzelf niet graag erkent door ze aan anderen toe te schrijven. Dit gebeurt vaak onbewust zodat het ego niet met deze zaken hoeft om te gaan. Het jungiaanse begrip schaduw hangt nauw samen met het begrip projectie. Deze gevoelens die wij niet erkennen noemen wij onze schaduw. Door een negatief en subjectief gevoel (schaduwzijde) te projecteren op een ander, verlegt iemand als het ware een innerlijk conflict en daarmee ook de oorzaak.
De term projectie (Duits: Projektion) werd geconceptualiseerd door Sigmund Freud in zijn brieven aan Wilhelm Fliess en verder verfijnd door Karl Abraham en Anna Freud. Ook Carl Gustav Jung heeft veel geschreven over dit onderwerp en gaat dieper dan Freud, die zich vooral richtte op zaken omtrent het ego. Bij Jung gaat het om andere aspecten van het zelf (de psyche), bijvoorbeeld de ziel en zo koos hij een spirituelere benadering.
Peter Gray beschreef het fenomeen als: "het mechanisme dat ervoor zorgt dat gevoelens of verlangens die een individu geheel onacceptabel vindt (te beschamend, te obsceen, te gevaarlijk) aan een ander toegeschreven worden."
Friedrich Nietzsche zei erover: "Wer mit Ungeheuern kämpft, mag zusehn, dass er nicht dabei zum Ungeheuer wird. Und wenn du lange in einen Abgrund blickst, blickt der Abgrund auch in dich hinein." ("Hij die met monsters vecht moet er op toezien dat hijzelf geen monster zal worden. En als je maar te lang in de afgrond staart zal de afgrond ook in jou staren.")

## Ontstaan
Freud ging op zoek naar de wortels van het godsbeeld van de mens. Zijn conclusie was dat godsdienstige mensen in een almachtig wezen geloven als 'een vader' en hem als zodanig vereren. Deze God beschermt hen in hun jeugdige perioden en wanneer ze volwassen worden wordt God door hen tot een almachtige god verheven. Tegelijkertijd hebben gelovige mensen een dubbele houding tegenover God. Aan de ene kant verwachten ze namelijk hulp van God. Daarom bidden ze dat hij hun gebeden verhoort. Daar staat tegenover dat religieuze mensen God vrezen. Ze vrezen voor zijn straffen als ze hun driften niet in toom houden, aldus Freud.
Godsdienst is volgens Freud een projectie (dat wil zeggen een illusie) van de mens, die zijn volwassen verantwoordelijkheden niet aandurft of aan kan. Hij zegt zelfs dat godsdienst een neurose is die de mens van zichzelf vervreemdt. Hij zegt dat het beter is om je bewust te zijn van je behoeften en verdrongen driften. Zo zou de mens zichzelf moeten accepteren zoals die is, dan steeds te streven naar een levenshouding die hem vreemd is en die hem niet zichzelf laat zijn.

## Enkele voorbeelden
Als iemand bijvoorbeeld erg in zijn maag zit met jaloerse gevoelens jegens zijn of haar geliefde, dan zou deze persoon die bijvoorbeeld kunnen toeschrijven aan de ander: "die zal toch ook vreemdgaan!"
Ook verliefdheid is een projectie, gedefinieerd door Jung; namelijk de projectie van je eigen tekortkomingen op de ander. Dit uit zich bijvoorbeeld in een klein persoon die graag een groter en sterker persoon om hem of haar heen heeft om zich beschermd te voelen.
Dat het geen onbekend fenomeen is, blijkt wel uit de uitdrukkingen "wat je zegt dat ben je zelf" en "zoals de waard is, vertrouwt hij zijn gasten".

### Diagnostiek
Het fenomeen van projectie ligt ook aan de basis van "projectieve technieken", tests waar de proefpersoon gevraagd wordt wat hij in een (vage) figuur meent te zien. Hoe men de figuur beschrijft zegt dan iets over de persoon, eerder dan over de figuur. Enkele voorbeelden: Thematic Apperception Test (TAT) of rorschachtest.

## Positieve projectie
Projectie uit zich ook in andere vormen. Positieve projectie bestaat ook. Positieve projectie uit zich bijvoorbeeld in het aanvaarden van leiderschap of het aanvaarden van een leraar. Een leraar wordt gezien als een wijs persoon; in staat om ons veel te leren over dingen waar wij graag meer over willen weten. Wij plaatsen zo'n leraar dan in feite boven onszelf. Niet altijd als persoon natuurlijk; soms voelen wij ons enkel inferieur met betrekking tot die bepaalde kennis die onderwezen wordt. Het aanvaarden van zo'n vorm van leiderschap is positieve projectie, die ervoor zorgt dat je gemotiveerd raakt je onderontwikkelde kanten verder te ontwikkelen en om te groeien als mens.

## Counter-projectie
Counter-projectie is een nog onbewuster en moeilijker te veranderen patroon dat vaak voorkomt bij mensen die psychologisch getraumatiseerd zijn. Dit kan in ernstige mate zijn, maar ook door minder erge gebeurtenissen kan een persoon zich al getraumatiseerd voelen; dat is relatief. De persoon heeft dit echter niet altijd door, en komt in de rol van slachtoffer terecht: er zullen steeds situaties worden gecreëerd waarin deze persoon zichzelf weer in dezelfde rol plaatst als deze gewend is.
Iemand die bijvoorbeeld door een voorgaande partner jarenlang is geslagen, zal op de een of andere manier sneller wederom in een soortgelijke situatie terechtkomen. Deze persoon voelt zich bijvoorbeeld aangetrokken tot zijn of haar zwakte, en de persoon zelf is niet anders gewend; dus wordt het makkelijker om daarmee om te gaan dan om werkelijk het probleem aan te pakken en proberen het leven om te gooien en te veranderen. Soms is dit gedeelte onbewust, maar degene die het trauma heeft aangericht geniet eenpuntige obsessieve aandacht in de gedachten van het 'slachtoffer'.
Op dezelfde manier is er ook de subtielere counter-projectie van bijvoorbeeld een subcultuur, zoals eerder genoemd bij de voorbeelden. Als iemand bijvoorbeeld jarenlang gepest is zal hij zich waarschijnlijk extra opvallend gaan kleden, om op die manier reacties te ontlokken van mensen, die dan weer kunnen worden afgedaan als: "laat de mensen maar praten. ik ben mijzelf". Op die manier plaatst een persoon zichzelf in feite boven de vernedering, door zich steeds opnieuw in dezelfde situatie te plaatsen maar er dan anders mee om te gaan: de buitenwereld behoort alle schuld toe van zijn nog steeds woekerende boosheid.
Jung zegt dat: “Alle projecties lokken counter-projecties uit als het object zich niet bewust is van wat er op geprojecteerd wordt door het subject.” Met andere woorden: Projecties zullen weer projecties uitlokken, omdat als de projectie niet wordt herkend als projectie, dan vaak wordt aangezien als vijandigheid, of als beledigend wordt ervaren.

## Projectie in de filosofie
Projectie kan nog verder gaan dan beschreven in voorgaande stukken. Er zijn hedendaagse filosofen die stellen dat zo'n beetje alles in de wereld bestaat uit onze projecties. Deze stelling gaat zelfs zo ver, dat sommige filosofen de onzekerheidsrelatie van Heisenberg ermee in verband brengen. Dit principe geldt voor elementaire deeltjes en stelt onder andere dat we nooit exact zowel de plaats als de snelheid van bijvoorbeeld een elektron kunnen bepalen. Een mogelijke verklaring daarvoor is volgens wetenschappers dat de elektronen, die lange tijd werden beschouwd als 0-dimensionale punten, eigenlijk 1-dimensionale flinterdunne lijntjes zijn die tot materie 'condenseren' op bepaalde punten (hier meer over dimensies). Deze lijntjes zijn te klein om met onze huidige technologie te kunnen observeren, namelijk zo klein als de plancklengte. Een ander neveneffect hiervan bleek te zijn dat een meting beslist over een eigenschap van deeltjes (bijvoorbeeld de spin), die zonder meting onbeslist was gebleven. Hieruit volgt dat je iets dus niet kunt bekijken, zonder het te beïnvloeden. Hetzelfde zien we terug in het "observer effect" van de kwantummechanica, en deze twee begrippen worden dan ook vaak door de war gehaald. Het systeem dat waargenomen wordt, verandert onder de waarneming, de observeerder wordt een deel van het systeem. Zo is het ook met projectie; de observeerder is één met het geobserveerde: projecteert zijn innerlijke informatie op de stof.
Sommige filosofen stellen dat vele objecten (en zelfs hele situaties) eigenlijk niet bestaan voor ze door een bewustzijn (bijvoorbeeld een persoon) worden waargenomen (bijvoorbeeld aan de orde in de klassieke vraag "maakt een boom die omvalt in een bos waar niemand is geluid?"). Als dit gebeurt projecteert dit bewustzijn al zijn conditioneringen (opvattingen over en manieren om met de wereld om te gaan) op datgeen dat wordt waargenomen, en schept zo zijn eigen werkelijkheid, laat zo een subjectieve nevel vallen over de objectieve werkelijkheid (die misschien sowieso wel helemaal niet 'werkelijk' is – dat is een andere discussie). Op deze manier beschouwd is alles projectie, en is de mens een projecterend wezen, dat ieder moment zijn eigen werkelijkheid schept.
Deze filosofieën zijn bijvoorbeeld in sterk gepopulariseerde vorm terug te vinden in boeken en films als What the Bleep Do We Know!? en The Secret.
Over de validiteit van deze theorieën wordt nog gespeculeerd, volgens wetenschappelijke onderzoekers zijn ze pseudowetenschappelijk en onjuist. Met name What the Bleep Do We Know!? is uiterst omstreden. De grootste kritiek is dat er bepaalde natuurkundige principes en theorieën worden gebruikt door mensen die ze niet volledig begrijpen, die dan buiten de context om met andere meer spirituelere beginselen worden verbonden en dat de conclusies die worden getrokken uit die samenvoegingen te vergezocht of simpelweg onjuist zijn.